# Claudia Jansen
Claudia Jansen (* 19. März 1970 in Köln) ist eine ehemalige deutsche Fußballspielerin.

## Karriere
Jansen gehörte der SSG 09 Bergisch Gladbach als Abwehrspielerin an, mit der sie zweimal das Finale um die Deutsche Meisterschaft erreichte. Bei ihrer Finalspielpremiere am 26. Juni 1988 gewann sie mit ihrer Mannschaft im heimischen Stadion An der Paffrather Straße den Titel im Elfmeterschießen; am Ende hieß es 5:4 gegen den KBC Duisburg. Diesen verteidigte sie mit ihrer Mannschaft am 8. Juli 1989 in Montabaur, da der TuS Ahrbach mit 2:0 bezwungen werden konnte. 

## Erfolge
- Deutscher Meister 1988, 1989